# Gyrinus bicolor
Gyrinus bicolor là một loài bọ cánh cứng trong họ van Gyrinidae. Loài này được Fabricius miêu tả khoa học năm 1787.